# ضهر الصوان
ضهر الصوان هي إحدى القرى اللبنانية من قرى قضاء المتن في محافظة جبل لبنان. وأغلب سكانها من المسيحيين.